# Hypomecis percnioides
Hypomecis percnioides là một loài bướm đêm trong họ Geometridae.